# 黎光廉
黎光廉（1991年3月13日—），越南国际象棋棋手、特级大师。
2005年，黎光廉获得了国际象棋世界14岁组冠军。2006年起，他连续代表越南队参加国际象棋奥林匹克。在2012年的比赛中，凭借他8/10分的优异表现，帮助越南队获得了团体第七名，这是越南在该项比赛历史上的最佳战绩。2013年，他获得了世界国际象棋超快棋锦标赛冠军。目前，他是越南排名第一的国际象棋棋手。